# 金顕基
金 顕基（キム・ヒョンギ、朝鮮語: 김현기/金顯基、1924年 - 1979年8月15日）は、大韓民国の教員、実業家、政治家。第7・8・9・10代韓国国会議員。

## 経歴
全羅北道益山に生まれた。中央中学校、中央高等学校を経て1947年にソウル大学校商科大学を卒業した。裡里農林高等学校で教師を務めながら、月刊「人物界」を創刊した。そのほか韓国殖産銀行（現・韓国産業銀行）にも勤務した。
1952年に民主党の発起人の一人として名を連ねて政界入りした後、1966年に新民党監察委員および中央常任委員、1973年に同党政務委員、1976年に同党中央党党紀委員長などを歴任し、新民党の運営を主導した。また、1967年の第7代総選挙で全国区から国会議員に当選して以降、連続4回当選した。他には民政党大統領および国会議員選挙会計責任者、新民党全北道党委員長や全北第2・3地区党委員長などを務めた。
1979年の第10代国会議員在任中に持病が悪化し、肝硬変により55歳で死去した。

## 評価・反応
経済に精通した政治家として知られ、死去に際して千命基は『経済通を失った』と媒体に話している。